# Тан, Одри
Одри Тан (кит. 唐凤, англ. Audrey Tang, родилась 18 апреля 1981, до перемены имени была известна как Отриус Тан, англ. Autrijus Tang) — разработчик свободного программного обеспечения, один из десяти лучших компьютерщиков Тайваня. Наиболее известным в мире проектом является Pugs — ранняя реализация языка программирования Perl 6.

## Биография
Тан проявляла интерес к компьютерам с детства, начав изучать Perl в возрасте 12 лет. Два года спустя она покидает школу из-за трудностей в социальной адаптации. К 2000 году, в возрасте 19 лет, Тан уже занимает различные должности в компаниях, занимающихся разработкой программного обеспечения, и работает в Силиконовой долины в качестве предпринимателя. В конце 2005 года она начала жить как женщина, поменяв свои английские и китайские имена с мужских на женские, сославшись на необходимость «примирить [её] внешний вид с [её] самооценкой». Тайваньское Восточное телевидение сообщает, что её IQ равен 180. Заявляла о своей приверженности идеям самостоятельного обучения и анархо-индивидуализма.

## Вклад в свободное программное обеспечение
Тан — инициатор и ведущий разработчик проекта Pugs, объединяющего силы Haskell- и Perl-сообществ для реализации языка Perl 6; она также внесла свой вклад в интернационализацию и локализацию ряда свободных программ, включая SVK, Request Tracker (для которого она также написала большую часть кода) и Slash, а также перевод на традиционный китайский различных книг связанных с Open source.
С июня 2001 по июль 2006 года Тан было начато более 100 проектов на CPAN, среди которых получил популярность такой, как Perl Archive Toolkit (PAR), кросс-платформенная система управления пакетами для Perl 5 . Также отвечает за создание проверкой подсистем «дымового тестирования» и цифровой подписи для CPAN. В октябре 2005 — докладчица на Европейском Конвенте Открытого ПО организованного O'Reilly Media в Амстердаме.

## Публикации
- Aker, Brian; Krieger, David; Chen Wei-hung, Chang Chih-jung, Huang Chun-ying, Lin Chih-pin, Lin Ke-huan, Liu Kang-min, Tang Chung-han, Weng Chien-ting (translators). 架設 Slash 社群網站 (Running Weblogs with Slash) (кит.). — Taipei, Taiwan: O’Reilly Media, 2003. — ISBN 986-7794-22-2.